# Jorge Andrés Martínez Boero
Jorge Andrés Martínez Boero (San Carlos de Bolívar, 3 de julio de 1973-Necochea, 1 de enero de 2012) fue un piloto de motociclismo argentino, hijo del piloto de automovilismo Jorge Martínez Boero.
Participó en el Rally Dakar de 2011, en el cual se retiró en la quinta etapa. Su intención era homenajear a su padre al cumplirse 30 años de la consagración en el Turismo Carretera. Ese año pudo probar una lancha que compitió en el Campeonato del Mundo de F1 Powerboat.

## Fallecimiento
Murió cuando promediaba la primera etapa de la competencia que une Argentina, Chile y Perú, en la edición 2012 del Dakar.
El 1 de enero a las 10.20 h en el km 55 de la especial de la primera etapa entre Mar del Plata y Santa Rosa, tuvo una fuerte caída que le provocó un traumatismo de tórax. El accidente ocurrió en una recta muy larga, pasando la zona del Médano Blanco a dos km del Paraje Energía en el partido de Necochea, cuando su moto empezó a culatear y la rueda trasera a patinar. Salió volando y su cuerpo cayó sobre la base donde estaba instalado el GPS. Cuando uno de los pilotos fue a asistirlo le pidió que lo diera vuelta ya que se sentía muy mal, de pronto se desmayó debido a un paro cardíaco producto del golpe. Falleció durante el traslado en helicóptero a los 38 años de edad. En Bolívar se decretó duelo administrativo por 3 días. Sus restos fueron velados en la casa familiar de San Martín al 1300.

## Relato de su hija
Tras cumplirse 10 años de la muerte de Martínez Boero, se conoció la reconstrucción del día de la muerte del mismo, con relatos de su hija.